# Triple tache
Drymonia dodonaea
Espèce
La Triple tache, Drymonia dodonaea, est une espèce de lépidoptères appartenant à la famille des Notodontidae.
- Répartition : du sud de la Suède à toute l’Europe, rare en Irlande.
- Taille du mâle (LAA) : 15 à 17 mm.
- Période de vol : d’avril à juillet.
- Habitat : bois.
- Plantes-hôtes : Quercus, Betula, Fagus.

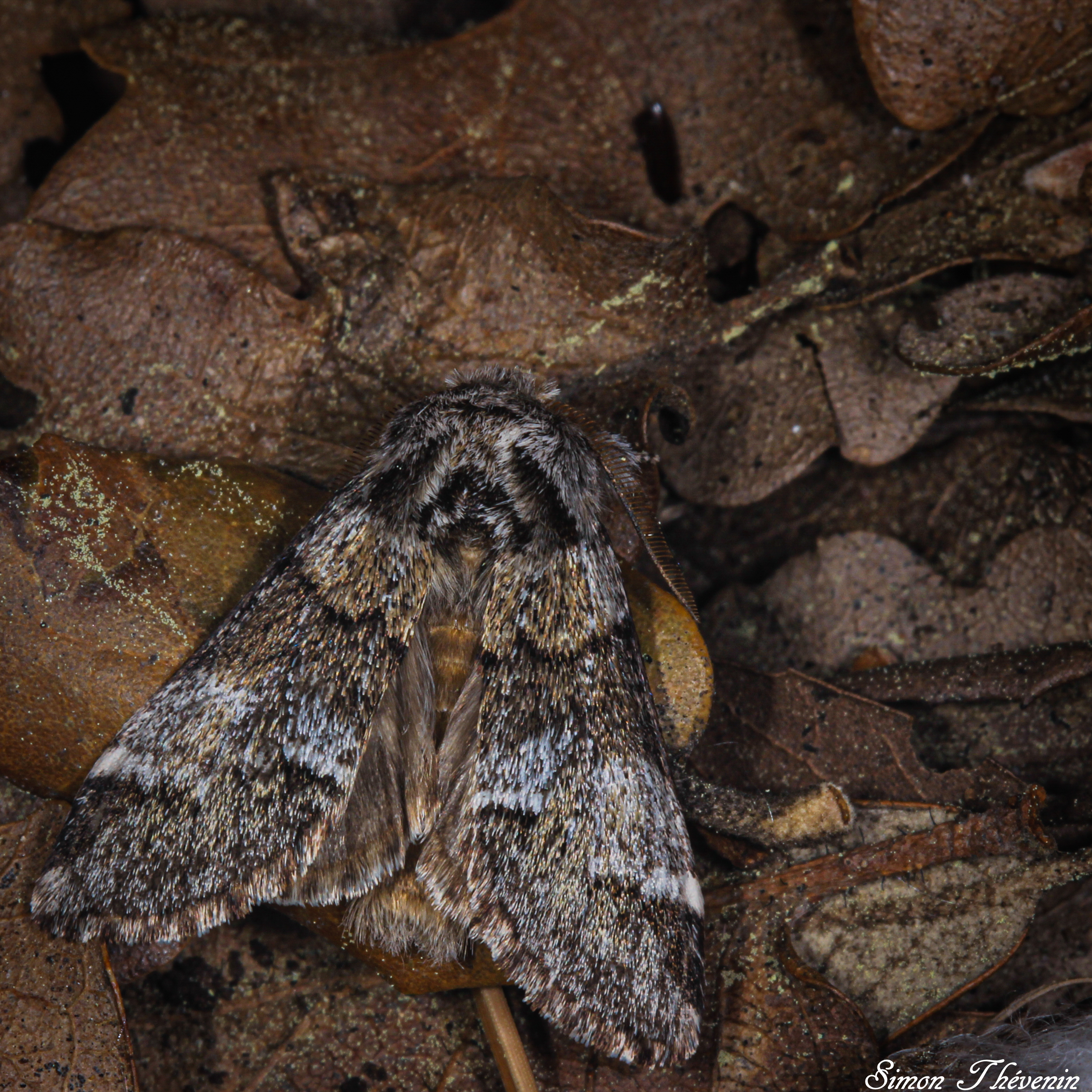
Drymonia dodonaeae (Triple Tache) mâle

## Source
- P.C. Rougeot, P. Viette, Guide des papillons nocturnes d'Europe et d'Afrique du Nord, Delachaux et Niestlé, Lausanne 1978.